# Rhinocricus sagittatus
Rhinocricus sagittatus är en mångfotingart som beskrevs av Loomis 1938. Rhinocricus sagittatus ingår i släktet Rhinocricus och familjen Rhinocricidae. Inga underarter finns listade i Catalogue of Life.